# Scott Cawthon
Scott Cawthon (* 4. června 1978 Bell County) je americký vývojář videoher, animátor, spisovatel a filantrop. Je znám jako tvůrce herní franšízy Five Nights at Freddy's. Vytvořil však i několik jiných her, jako je například The Desolate Hope a There is No Pause Button! nebo A Christmas Journey a The Pilgrim's Progress, kde použil animace s tematikou křesťanství. 3D postavy a objekty, kterých využil ve hře Five Nights at Freddy's, vymodeloval v programu Autodesk 3ds Max a vyvinul je s pomocí softwaru Clickteam Fusion 2.5.
Cawthon začal ve sféře herního designu a animace pracovat během 90. let a svoji první videohru Doofas odhalil během živého vysílání. V roce 2007 zveřejnil na svém YouTubovém kanále první část série The Pilgrim's Progress, jejíž animace vychází ze stejnojmenného románu od Johna Bunyana. Cawthon vytvořil po sérii The Pilgrim's Progress několik dalších videoher, jmenovitě například Sit N' Survive, Chipper and Sons Lumber Co. a The Desolate Hope. Některé z nich se dostaly do recenzního řízení Steam Greenlight. Hra The Desolate Hope řízením prošla a dostala se na platformu, ale Chipper and Sons Lumber Co. byla silně kritizována za animované postavy, které se chovaly jako animatronické přístroje. Cawthon však kritiku ustál a využil animace ve svůj prospěch. Tím se zažehl vývoj nového projektu s názvem Five Nights at Freddy's.